# Индология
Индоло́гията е комплексна хуманитарна наука, дял от ориенталистиката, изучаваща историята, културата, езиците, литературата и идеологическите убеждения на народите обитаващи Индийския субконтинент (в Южна Азия).
По правило индологията не се интересува от изучаването на съвременното общественополитическо положение и състояние на икономиката на Южна Азия, с изключение на случаите когато актуалните въпроси са дълбоко вкоренени от историята и могат да бъдат обяснени с идеите и методите на тази интердисциплинарна наука.